# ان‌اس‌کی

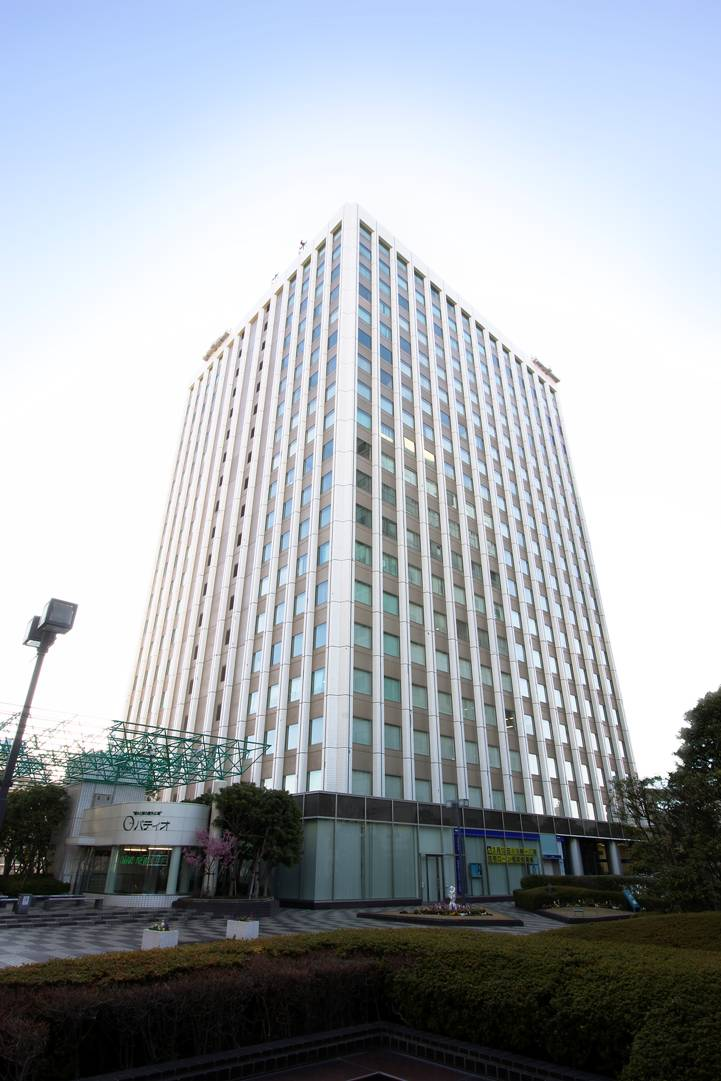
ساختمان دفتر مرکزی نیپون سیکو

ان‌اس‌کی (به ژاپنی: 日本精工) با نام پیشین نیپون سیکو کابوشیکی شرکت ماشین‌آلات صنعتی ژاپنی است، که در زمینه ساخت قطعات خودرو، بلبرینگ و یاتاقان، قطعات ماشین‌آلات کارخانجات فولادسازی و ماشین‌آلات استخراج معدن، تجهیزات انتقال قدرت، ابزارهای خودکارسازی و مهندسی مکاترونیک فعالیت می‌کند.
شرکت نیپون سیکو در سال ۱۹۱۶ تأسیس شد و در حال حاضر دارای عملیات در کشورهای ایالات متحده آمریکا، کانادا، مکزیک، برزیل، آرژانتین، بریتانیا، آلمان، فرانسه، ایتالیا، اسپانیا، هلند، لهستان،ترکیه، آفریقای جنوبی، سنگاپور، اندونزی، تایلند، مالزی، استرالیا و نیوزیلند می‌باشد.
دفتر مرکزی این شرکت در منطقه شیناگاوا شهر توکیو قرار دارد و بخشی از سهام آن در بازارهای بورس اوساکا و بورس توکیو معامله می‌شود.
مستر تراست بانک با ۸٫۲ درصد، نیپون لایف با ۵٫۵ درصد و ژاپن تراستی سرویس بانک با در اختیار داشتن ۵٫۸ درصد از سهام نیپون سیکو، بزرگترین سهام‌داران آن به‌شمار می‌آیند.

## سابقه و هدف شرکت
1916: NSK Ltd. در توکیو ، ژاپن تأسیس شده است
دهه 1960: افتتاح اولین دفاتر فروش NSK در آن آربر ، میشیگان ایالات متحده آمریکا و دوسلدورف ، آلمان
دهه 1970: افتتاح گیاهان تولیدی در سائوپائولو ، برزیل ، آمریکای شمالی ، انگلیس و آسیا
دهه 1990: خرید گروه UPI شامل RHP (انگلیس) و Neuweg (آلمان). افتتاح بیشتر دفاتر فروش و گیاهان تولیدی در انگلستان ، آلمان و سوئیس
دهه 2000: نهایی شدن مرکز تحقیق و توسعه فوجیزاوا در ژاپن و افتتاح مرکز فناوری در آلمان
دهه 2010: گسترش بیشتر مرکز فناوری در آلمان ، افتتاح مرکز آزمون فرمان در آلمان. گسترش بیشتر گیاهان اروپایی.